# Производство серной кислоты

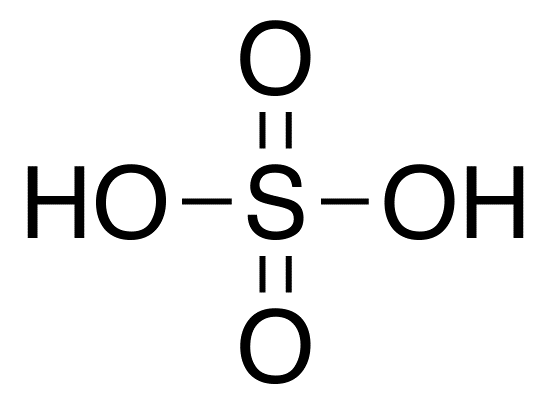
Структурная формула серной кислоты

Производство серной кислоты — процесс получения серной кислоты из исходного сырья в промышленных масштабах.

## История
Несмотря на то, что серная кислота давно известна, вначале её получали сухой перегонкой — термическим разложением купоросов, поэтому её назвали «купоросным маслом». В промышленных количествах она стала производиться относительно недавно.
Основные стадии получения серной кислоты включают:
1. Сжигание или обжиг сырья в кислороде с получением SO2
2. Очистка от примесей газа
3. Окисление SO2 в SO3
4. Абсорбция SO3 водой.

## Камерный способ
C XIV века серную кислоту получали так называемым «камерным» методом, в основе которого лежала реакция горения на воздухе смеси серы и калийной селитры, описанной алхимиком Валентином. Процесс проводился в камерах, обитых свинцом, нерастворимых в серной кислоте. Продуктами горения являлись оксиды азота, соли калия и SO3. Последний поглощался водой, находящейся в камере. Таким способом удавалось получить кислоту небольшой крепости, которую концентрировали известными методами.
В зависимости от соотношения реагентов получался разный состав твердого остатка. Одна из схем получения камерной серной кислоты, наиболее полно расходующая нитрат калия:
{\displaystyle {\mathsf {2KNO_{3}+2S+2O_{2}\rightarrow K_{2}SO_{4}+SO_{3}+NO_{2}+NO}}}
{\displaystyle {\mathsf {SO_{3}+H_{2}O\rightarrow H_{2}SO_{4}}}}
Промышленные количества камерной серной кислоты получали вначале во Франции, потом в Англии. В СССР камерный способ просуществовал до 1955 года.
После обнаружения каталитической роли оксидов азота в реакции образования SO3 от камерного способа стали отказываться в пользу других методов, использующих менее трудоемкий способ получения и окисления SO2.

## Современные способы
В настоящее время сырьём для получения серной кислоты служат элементарная сера, сульфиды и сульфаты металлов, сероводород, отходящие газы теплоэлектростанций, использующих неочищенную нефть, и др. Основным сырьём некогда являлся пирит. Так, в 1958 году в СССР из пирита было выработано 71,4 процента серной кислоты, произведённой за этот год. Однако уже к 1970 году доля пирита в производстве серной кислоты в СССР снизилась до 41,8 процента. 
В последнее время основным сырьём производства серной кислоты является сера. Так, в 2011 году в России из общего количества в 10,7 млн тонн произведённой серной кислоты 7,9 млн тонн получено из серы и 2,8 млн тонн — из отходящих газов и в результате нефтепереработки. В мире в 2011 году из общего количества в 223 млн тонн произведённой серной кислоты 136 млн тонн получено из серы, 67 млн тонн — из отходящих газов и 20 млн тонн — из пирита. Лидером по производству серной кислоты в мире на 2011 год являлась КНР — 74 млн тонн в год.
В настоящее время в промышленности применяют два метода окисления диоксида серы в производстве серной кислоты: контактный — с использованием твердых катализаторов, и нитрозный (башенный), в котором в качестве катализатора используют оксиды азота. В качестве окислителя обычно используют кислород.
В первом способе реакционная смесь пропускается сквозь слой твердого катализатора, во втором орошается водой или разбавленной серной кислотой в реакторах башенного типа. Вследствие высокой эффективности (производительность, компактность, чистота и стоимость продукта и др.) контактный способ вытесняет нитрозный.
Обнаружены сотни веществ, ускоряющих окисление SO2 до SO3, три лучших из них в порядке уменьшения активности: платина, оксид ванадия(V) V2O5 и оксид железа Fe2O3. При этом платина отличается дороговизной и легко отравляется примесями, содержащимися в газе SO2, особенно мышьяком. Оксид железа(III) требует высоких температур для проявления каталитической активности (выше 625 °C). Таким образом, ванадиевый катализатор является наиболее экономичным, и только он применяется при производстве серной кислоты.
Ниже приведены реакции по производству серной кислоты из минерала пирита на катализаторе — оксиде ванадия (V):
{\displaystyle {\mathsf {4FeS_{2}+11O_{2}\rightarrow 2Fe_{2}O_{3}+8SO_{2}}}}
{\displaystyle {\mathsf {2SO_{2}+O_{2}\rightarrow 2SO_{3}}}}
Нитрозный метод получения серной кислоты:
{\displaystyle {\mathsf {SO_{2}+NO_{2}\rightarrow SO_{3}+NO}}}
{\displaystyle {\mathsf {2NO+O_{2}\rightarrow 2NO_{2}}}}
При реакции SO3 с водой выделяется огромное количество теплоты, и серная кислота начинает закипать с образованием трудноулавливаемого аэрозоля (сернокислый туман):
{\displaystyle {\mathsf {SO_{3}+H_{2}O\rightarrow H_{2}SO_{4}+\Delta Q}}}
Поэтому SO3 смешивают с концентрированной серной кислотой, получая олеум, который далее разбавляется до нужной концентрации.